# Jun Marques Davidson
Jun Marques Davidson ((ディビッドソン純マーカス Davidson Jun Marques?, nacido el 7 de junio de 1983 en Tokio) es un futbolista japonés que se desempeñaba como centrocampista.

## Trayectoria

### Clubes
| Club                   | País           | Año         |
| ---------------------- | -------------- | ----------- |
| Omiya Ardija           | Japón          | 2002 - 2006 |
| Albirex Niigata        | Japón          | 2007 - 2009 |
| Vissel Kobe            | Japón          | 2007        |
| Consadole Sapporo      | Japón          | 2008        |
| Carolina RailHawks     | Estados Unidos | 2010        |
| Tokushima Vortis       | Japón          | 2011        |
| Vancouver Whitecaps FC | Canadá         | 2012 - 2013 |
| Carolina RailHawks     | Estados Unidos | 2014        |
| Navy FC                | Tailandia      | 2015        |
| Charlotte Independence | Estados Unidos | 2016 -      |

## Estadística de carrera

### J. League
| Club              | Año   | J. League | J. League | Copa J. League | Copa J. League | Total | Total |
| Club              | Año   | Part.     | Goles     | Part.          | Goles          | Part. | Goles |
| ----------------- | ----- | --------- | --------- | -------------- | -------------- | ----- | ----- |
| Omiya Ardija      | 2002  | 0         | 0         | -              | -              | 0     | 0     |
| Omiya Ardija      | 2003  | 7         | 0         | -              | -              | 7     | 0     |
| Omiya Ardija      | 2004  | 17        | 1         | -              | -              | 17    | 1     |
| Omiya Ardija      | 2005  | 30        | 0         | 8              | 0              | 38    | 0     |
| Omiya Ardija      | 2006  | 20        | 0         | 0              | 0              | 20    | 0     |
| Albirex Niigata   | 2007  | 0         | 0         | 0              | 0              | 0     | 0     |
| Vissel Kobe       | 2007  | 10        | 0         | 0              | 0              | 10    | 0     |
| Consadole Sapporo | 2008  | 17        | 0         | 2              | 0              | 19    | 0     |
| Albirex Niigata   | 2009  | 8         | 0         | 2              | 0              | 10    | 0     |
| Tokushima Vortis  | 2011  | 24        | 0         | -              | -              | 24    | 0     |
| Total             | Total | 133       | 1         | 12             | 0              | 145   | 1     |